# ذا لايت غاي
ذا لاست غاي (بالإنجليزية: The Last Guy) ، هي لعبة فيديو إلكترونية من نوع ألغاز ، طورها ونشرها شركة سوني كمبيوتر إنترتنمنت اليابانية ، ونزلت في الأسواق الدولية سنة 2008م.

## مهمة اللعبة
مهمة اللعبة يقوم بطل اللعبة بإنقاذ البشر لنقل إلى الأماكن الآمنة من خطر إنتشار الوحوش وتجميع البشر لكي ينقل الطائرة العسكرية الضخمة إلى الأماكن الآمنة. It was released in North America and Europe on August 28, 2008.